# Frontera entre Suïssa i Liechtenstein
La frontera entre Suïssa i Liechtenstein es la frontera internacional entre Suïssa i Liechtenstein. Cap dels dos és membre de la Unió Europea i no estan integrats a l'espai Schengen. La delimitació dels territoris de tots dos països és bastant antiga, ja que remunta a 1719, data en la qual es van unificar els comtats de Vaduz i de Schellenberg. La frontera va resultar internacional en 1806 quan el principat fou reconegut com a Estat sobirà.

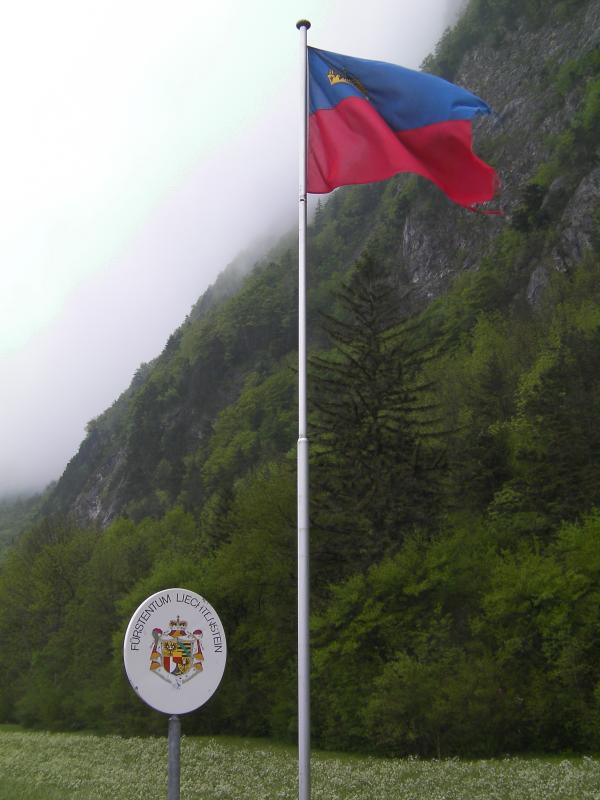
Entrada a Liechtenstein des de Suïssa per Saint-Luzisteig

## Descripció
Aquesta línia de demarcació s'estén entre tota la part occidental de Liechtenstein i el cantó de Sankt Gallen. Comença a l'est, a la conjunció amb la frontera entre Àustria i Liechtenstein, en el massís muntanyenc del Rätikon, després pren una direcció est-oest, passant pel punt culminant de Liechtenstein, el Grauspitz, per després agafar la vall del Rin, segueix el curs d'aquest riu que flueix en direcció sud-nord fins al trifini Àustria-Liechtenstein-Suïssa.

## Control de fronteres
Des que Liechtenstein va integrar l'espai duaner de Suïssa en 1923, el control de les fronteres està assegurat per les guàrdies frontereres suïsses que tenen al seu càrrec la vigilància de la frontera entre Àustria i Liechtenstein. No hi ha punts de control de fronteres entre Suïssa i Liechtenstein.

## Cims fronterers
- Mittlerspitz, 1899 m, Maienfeld (Grisons) - Triesen i Balzers.
- Rotspitz, 2127 m, Maienfeld (Grisons) - Triesen.
- Mazorakopf/Falknishorn, 2.451,5 m, Fläsch i Maienfeld (Grisons) - Triesen
- Grauspitz, 2599 m, Fläsch (Grisons) - Triesen.
- Naafkopf, 2570 m, trifini internacional, Maienfeld (Grisons) - Schaan (Liechtenstein) - Nenzing (Vorarlberg, Àustria).

## Pasos fronterers per carretera
| Imatge | Lloc      | Carretera de Suïssa           | Localidad de Suïssa         | Cantó suís   | Carretera de Liechtenstein | Localitat de Liechtenstein |
| ------ | --------- | ----------------------------- | --------------------------- | ------------ | -------------------------- | -------------------------- |
|        | Rin alpií | Unió de l'A13 i H13           | Salez (Sennwald)            | Sankt Gallen |                            | Ruggell                    |
|        | Rin alpií | H433, unió de la A13 i H13    | Haag (Sennwald)             | Sankt Gallen | Rheinstrasse               | Bendern (Gamprin)          |
|        | Rin alpií | H16, unió amb l'A13           | Buchs                       | Sankt Gallen | H16                        | Schaan                     |
|        | Rin alpií | Rheinstrasse, unió amb la A13 | Sevelen                     | Sankt Gallen |                            | Vaduz                      |
|        | Rin alpií | Unió de l'A13 i H13           | Trübbach (Wartau)           | Sankt Gallen |                            | Balzers                    |
|        |           | H414                          | Saint-Luzisteig (Maienfeld) | Grisons      | H414                       | Balzers                    |

## Pasos fronterers per ferrocarril
| Imatge | Lloc     | Línia fèrria de Suïssa   | Localitat de Suïssa | Cantó suís   | Línia fèrria de Liechtenstein | Localitat de Liechtenstein |
| ------ | -------- | ------------------------ | ------------------- | ------------ | ----------------------------- | -------------------------- |
|        | Rin alpí | Línia de Feldkirch-Buchs | Buchs               | Sankt Gallen | Línia de Feldkirch-Buchs      | Schaan                     |

## Incidents fronterers
El 5 de desembre de 1985, durant un exercici d'infanteria del turbo-coet de l'exèrcit suís, un tret va provocar accidentalment un incendi en un bosc en proximitat de la plaça d'armes de Saint-Luzisteig. Un foehn violent va avivar les flames que van cremar ràpidament un bosc sobre el territori dels Grisons a Suïssa i que pertanyen al municipi de Balzers. L'incendi, controlat l'endemà, va cremar aproximadament 120 hectàrees de bosc a Suïssa i la confederació va compensar Balzers sense importar el seu propietari.
Al març 2007, mentre que efectuava una marxa de nit per mal temps a les proximitats de Fläsch a Grisons, un grup de 170 reclutes de l'exèrcit suís va penetrar al territori de Liechtenstein. La tropa no havia estat advertida, i va ser la confederació qui va informar al principat. No va haver-hi conseqüències diplomàtiques.